# J. Gordon Melton
John Gordon Melton (* 19. září 1942) je americký religionista, zakladatel Institutu pro studium amerických náboženství (Institute for the Study of American Religion) a vyhledávaný specialista na nová náboženská hnutí. V současné době působí na University of California na tamějším religionistickém pracovišti. Napsal více než 25 publikací, z nichž asi nejznámější je jeho rozsáhlá kniha Encyclopedia of American religions, která vychází poměrně pravidelně v aktualizovaných vydáních.
- Seznam děl v Souborném katalogu ČR, jejichž autorem nebo tématem je J. Gordon Melton